# Junon au milieu des nuées
Junon au milieu des nuées – en italien Giunone – est un tableau réalisé par le peintre italien Giambattista Tiepolo vers 1735. De format ovale, cette peinture mythologique représente Junon et son paon sur un nuage, observés par un putto. Peinte à fresque au plafond d'un palais des Sagredo à Venise, l'œuvre a été transposée sur toile au début du XXe siècle. Après avoir été acquise de gré à gré auprès d'un particulier en 2020, elle est conservée au musée du Louvre, à Paris, en France.